# 魔女と呼ばれた少女
『魔女と呼ばれた少女』（まじょとよばれたしょうじょ、Rebelle）は、キム・グエン監督・脚本による2012年のカナダのドラマ映画である。
2012年2月に第62回ベルリン国際映画祭のコンペティション部門で上映され、主演のラシェル・ムワンザが女優賞を受賞した。ムワンザは他に2012年のトライベッカ映画祭で女優賞を受賞した。
第85回アカデミー賞外国語映画賞にはカナダ代表として出品され、ノミネートされた。

## あらすじ
アフリカのコンゴ民主共和国に住む少女コモナは、故郷の村を反政府軍に襲われた挙句、反政府軍に両親を殺すことを強制される。
反政府軍の兵士になったコモナは亡霊によって救われた体験をきっかけに反政府軍のボスを含む周囲から魔女として一目置かれるようになる。
その後、彼女は呪術師の少年とともに、反政府軍から脱走しようと試みる。

## キャスト
- ラシェル・ムワンザ
- アラン・バスティアン
- セルジュ・カニアンダ